# Яковичі
Я́ковичі — село в Україні, у Зимнівській сільській громаді Володимирського району Волинської області.

## Сучасність
Село у складі Зимнівської сільської громади. Населення становить 193 особи. Кількість дворів (квартир) — 64, з них нових (після 1991 р.) — 1.
В селі діє церква Святих Флора і Лавра Київського патріархату. Кількість прихожан — 150 осіб. Початкова школа не працює з 01.09.2016, фельдшерсько-акушерський пункт, АТС на 10 номерів, торговельний заклад.
В селі доступні такі телеканали: УТ-1, УТ-2, 1+1, Інтер, СТБ, Обласне телебачення. Радіомовлення здійснюють Радіо «Промінь», Радіо «Світязь», Радіо «Луцьк».
Село газифіковане. Дорога з твердим покриттям в незадовільному стані. Наявне постійне транспортне сполучення з районним та обласним центрами.

## Географія
Селом тече річка Свинорийка.

## Історія

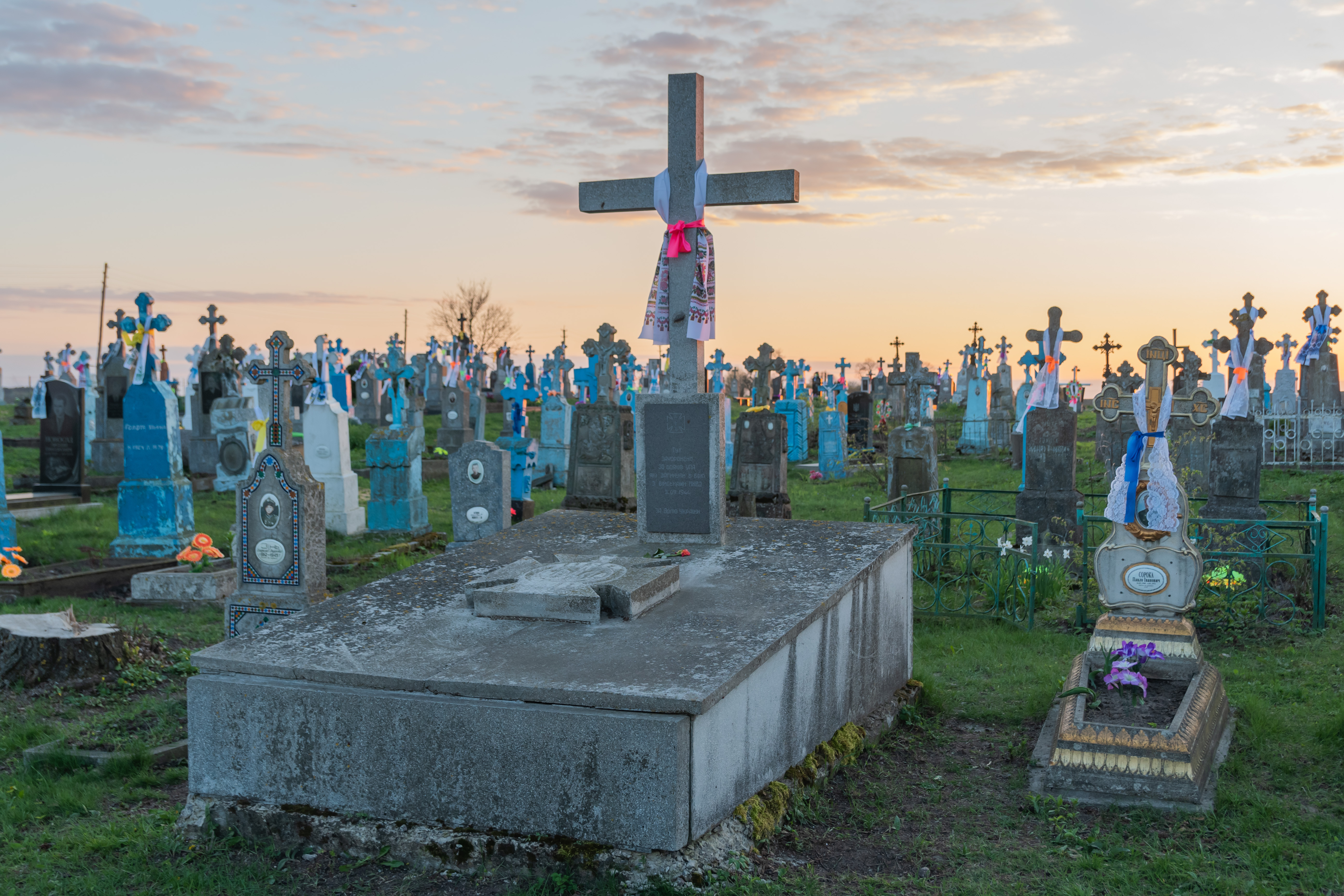
Могила братська 30 воїнів УПА (звезені з різних населених пунктів району)

У 1906 році село Микулицької волості Володимир-Волинського повіту Волинської губернії. Відстань від повітового міста 18 верст, від волості 3. Дворів 82, мешканців 714.
З 20 червня 2018 року у складі Війницької сільської об'єднаної територіальної громади.
12 червня 2020 року, відповідно до розпорядження Кабінету Міністрів України № 708-р «Про визначення адміністративних центрів та затвердження територій територіальних громад Волинської області», увійшло до складу Зимнівської сільської територіальної громади.
19 липня 2020 року, в результаті адміністративно-територіальної реформи та ліквідації  Володимир-Волинського району(1940—2020) село увійшло до новоутвореного Володимир-Волинського району (від 18 липня 2022 Володимирського).

## Населення

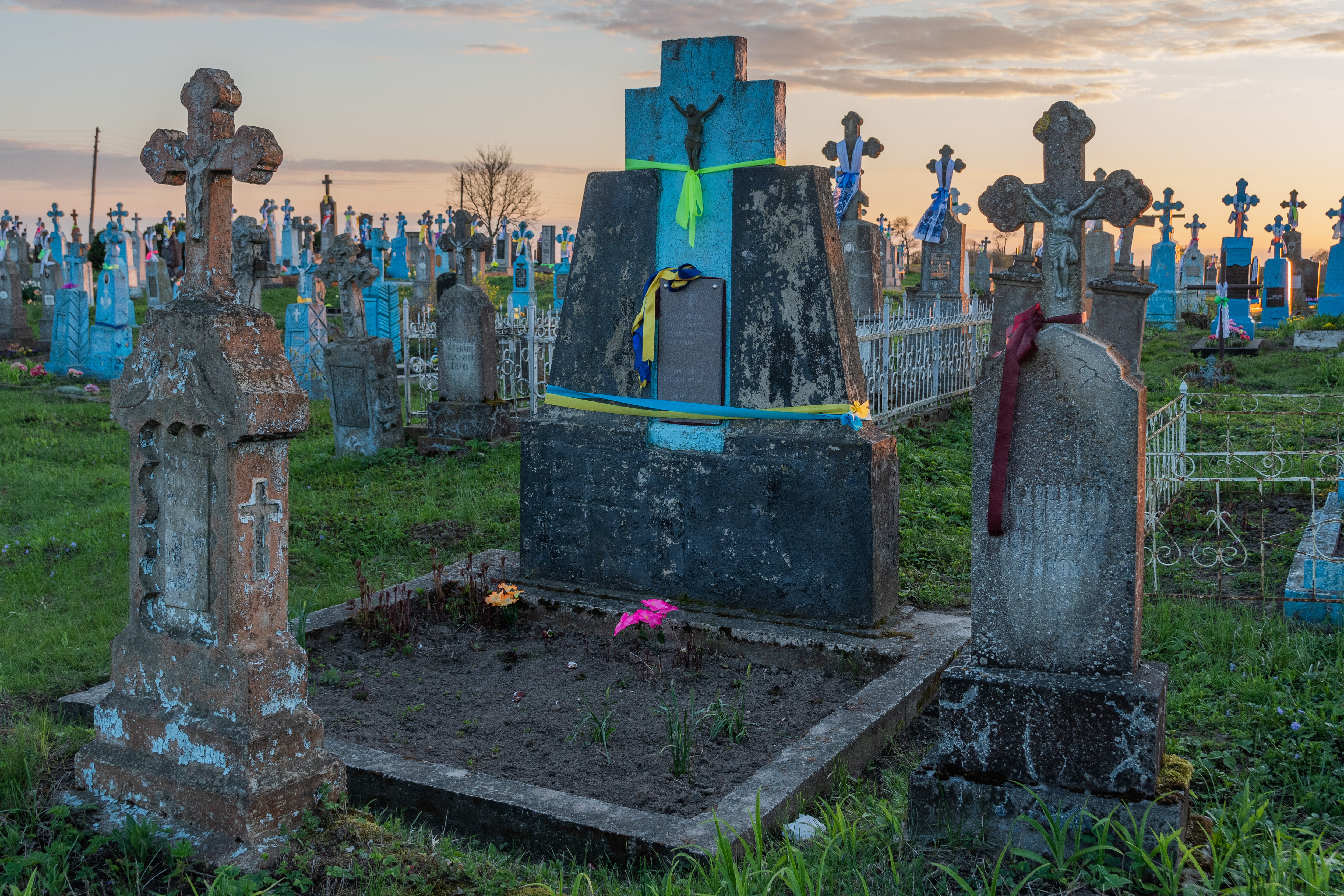
Могила братська 4 жителів села – в'язнів Володимир-Волинської тюрми

Згідно з переписом УРСР 1989 року чисельність наявного населення села становила 213 осіб, з яких 90 чоловіків та 123 жінки.
За переписом населення України 2001 року в селі мешкало 190 осіб.

### Мова
Розподіл населення за рідною мовою за даними перепису 2001 року:
| Мова       | Відсоток |
| ---------- | -------- |
| українська | 98,45 %  |
| білоруська | 0,52 %   |
| інші       | 1,03 %   |

## Уродженці
- Нестор Хом'юк (*8.03.1897 — †15.03.1967) — український політик і педагог, репресований радянською владою.